# Eduardo Risso (rysownik)
Eduardo Risso (ur. 23 listopada 1959 w Leones) – argentyński rysownik komiksowy. Najbardziej znany z tworzonej wspólnie z Brianem Azzarello, serii komiksowej 100 naboi. W Argentynie i Europie znane są także jego prace tworzone wraz z Ricardo Barreiro i Carlosem Trillo.

## Życiorys
Risso urodził się w Leones, w argentyńskiej prowincji Córdoba. Rozpoczął pracę rysownika w 1981, rysując swoje pierwsze komiksy dla gazety porannej La Nacion i do takich magazynów jak Erotiocon i Satiricon (tytuły publikowane przez wydawnictwa kolumbijskie). W 1986 roku pracował dla włoskiego wydawnictwa Eura Editoriale, w 1987 roku narysował komiks Parque Chas, do scenariusza Ricardo Barreiro. Serie zostały pierwotnie opublikowane przez argentyńskie wydawnictwo Fierro, później przez hiszpański Totem i włoski Comic Art, a potem jako kompletna seria we Francji, Niemczech, Danii, Belgii, Holandii i Stanach Zjednoczonych. W 1988 narysował komiks Cain do którego scenariusz napisał Barreiro. 
Jeszcze tego samego roku ukazał się Fulù narysowany do scenariusza Carlosa Trillo, opublikowany we Włoszech, Francji, Niemczech, Portugalii i Holandii, oraz w Argentynie (w magazynie Puertitas). Duet Trillo-Risso stworzył również komiks Simon: An American Tale opublikowany we Włoszech i Francji, Borderline opublikowany we Włoszech i Chicanos, opublikowany we Włoszech, Francji i w Polsce.
Risso zdobył cztery nagrody Eisnera, wszystkie za pracę nad serią 100 naboi: W 2001, wraz z Brianem Azzarello za najlepszą serię komiksową (Best Serialized Story), w 2002 i 2004 (ponownie z Azzarello) za najlepszą ciągłą serię komiksową (Best Continuing Series) i w 2002 roku nagrodę dla najlepszego rysownika (Best Artist).

## Publikacje w Polsce
W Polsce ukazały się następujące prace Eduardo Risso:
- 100 naboi - 1 - Pierwszy strzał, ostatnie ostrzeżenie - wydawnictwo Mandragora, 2002
- 100 naboi - 2 - Cień drugiej szansy, cz. 1 - wydawnictwo Mandragora, 2002
- 100 naboi - 3 - Cień drugiej szansy, cz. 2 - wydawnictwo Mandragora, 2002
- 100 naboi - 4 - Co ma wisieć, nie utonie - wydawnictwo Mandragora, 2003
- 100 naboi - 5 - Stracone jutro, cz.1 - wydawnictwo Mandragora, 2003
- 100 naboi - 6 - Stracone jutro, cz.2 - wydawnictwo Mandragora, 2003
- 100 naboi - 7 - Stracone jutro, cz.3 - wydawnictwo Mandragora, 2004
- 100 naboi - 8 - Farbowany detektyw, cz.1 - wydawnictwo Mandragora, 2005
- 100 naboi - 9 - Farbowany detektyw, cz.2 - wydawnictwo Mandragora, 2005
- 100 naboi - 10 - Sześć stóp pod spluwą - wydawnictwo Mandragora, 2006
- 100 naboi - Wydanie kolekcjonerskie #1 - wydawnictwo Mandragora, 2003
- 100 naboi - Wydanie kolekcjonerskie #2 - wydawnictwo Mandragora, 2005
- 100 naboi - Wydanie kolekcjonerskie #3 - wydawnictwo Mandragora, 2006
- Chicanos - 1 - Biedna, brzydka i do tego detektyw - wydawnictwo Sutoris, 2007
- Chicanos - 2 - Morderstwa i wielki pech - wydawnictwo Sutoris, 2007
- Chicanos - 3 - Czy krew jest czerwona? - wydawnictwo Sutoris, 2008
- Chicanos - 4 - Autobus morderca - wydawnictwo Sutoris, 2008
- Ja, Wampir - 1 - Wskrzeszenie - wydawnictwo Taurus Media, 2006
- Ja, Wampir - 2 - Klątwa - wydawnictwo Taurus Media, 2008
- Opowieści Grozy - 1 - wydawnictwo Taurus Media, 2008
- Batman. Rozbite miasto - wydawnictwo Egmont Polska, 2007
- Blizny [w:] Batman. Black & White II, cz.2 - wydawnictwo Egmont Polska, 2003
- Spider-Man: Splątana sieć - 1 - Złamane serce - wydawnictwo Egmont Polska, 2003